# Santo Marcianò
Santo Marcianò (Regio de Calabria, 10 de abril de 1960) es un prelado católico italiano. Entre 2013 y 2025 se desempeñó como ordinario militar de Italia.

## Biografía
Se licenció en economía y comercio por la Universidad de Mesina en 1982. Al año siguiente inició su camino vocacional en el Pontificio Seminario Mayor Romano, obteniendo en 1987 el bachillerato en teología por la Pontificia Universidad Lateranense.
Ordenado diácono en Roma el 24 de octubre de 1987 por el cardenal Ugo Poletti, el 9 de abril de 1988 fue ordenado sacerdote en la catedral de Regio de Calabria por el arzobispo Aurelio Sorrentino. De 1988 a 1991 fue párroco de Santa Venere y vicario parroquial de Santa Maria del Divino Soccorso. En 1990 obtuvo el doctorado en Sagrada Liturgia en la Universidad Pontificia de Sant'Anselmo. De 1991 a 1996 fue padre espiritual en la Casa Pío. Del 2000 al 2006 fue director del centro vocacional diocesano.
Fue miembro de la comisión litúrgica pastoral, presidente del colegio de auditores y miembro del colegio de consultores. Ocupó los cargos de delegado del arzobispo para el diaconado permanente y los ministerios y asesor espiritual de la Conferencia de San Vicente de Paúl para Calabria. En 1997 fue nombrado canónigo del capítulo metropolitano y también fue miembro de derecho del consejo presbiteral y del consejo pastoral diocesano.
Miembro de la orden y del sindicato de periodistas de Calabria y de la sección de Calabria de la Unión Católica de la prensa italiana, es periodista independiente desde el 5 de septiembre de 1992 y redactor jefe de la revista Euntes Ergo y de la revista mensual Con Gesù nella notte. Es autor de libros y numerosos artículos de carácter litúrgico-pastoral y vocacional.
El 6 de mayo de 2006, a la edad de 46 años, el Papa Benedicto XVI lo nombró arzobispo de Rossano-Cariati;  sucediendo a Andrea Cassone, que dimitió tras alcanzar el límite de edad. El 21 de junio siguiente recibió su ordenación episcopal, en la catedral de Regio de Calabria, de manos del arzobispo Vittorio Luigi Mondello, siendo co-consagradores los arzobispos Andrea Cassone y Salvatore Nunnari. El 22 de junio tomó posesión de la arquidiócesis.
Es secretario de la Conferencia Episcopal de Calabria y secretario de la Comisión para el ecumenismo y el diálogo de la Conferencia Episcopal Italiana.
El 10 de octubre de 2013 fue nombrado ordinario militar para Italia por el Papa Francisco, sucediendo a Vincenzo Pelvi, que dejó el cargo el 11 de agosto anterior al cumplir 65 años.

## Honores y reconocimientos
- Gran Oficial de la Orden al Mérito de la República Italiana (27 de enero de 2014)
- Cruz de Oro al Mérito del Ejército Italiano (6 de septiembre de 2017)
- Ciudadanía honoraria de Rossano (16 de marzo de 2017)[7]
- Ciudadanía honoraria de Capestrano (23 de septiembre de 2017)